# آب‌انبار سرخه
آب‌انبار سرخه مربوط به دوره صفویه است و در شهرستان سرخه، محله بیرون دژ واقع شده و این اثر در تاریخ ۵ آذر ۱۳۸۰ با شمارهٔ ثبت ۴۴۳۵ به‌عنوان یکی از آثار ملی ایران به ثبت رسیده است.